# Métro de Pékin
Le métro de Pékin (en chinois : 北京地铁) est l'un des systèmes de transport en commun desservant la municipalité de Pékin, capitale de la république populaire de Chine.
Avec l'ouverture le 15 décembre 2024 des lignes 3 et 12, le réseau compte 29 lignes et sa longueur totale atteint 879 kilomètres.
En termes de longueurs cumulées des voies, le métro de Pékin est le premier ou deuxième plus grand réseau de métro depuis 2014, alternant le rang de la première place suivant les années avec le métro de Shanghai. Avec plus de 10 millions de passagers par jour, il se classe également parmi les réseaux de métro les plus empruntés au monde.
Le projet d'un réseau métropolitain à Pékin débute en 1953. Les travaux de la première ligne débute en 1965 pour son ouverture en 1969. La ligne ouvre au grand public en 1971 et devient alors le premier métro en Chine. Le réseau connaît une faible expansion jusqu'aux années 2000 et c'est notamment pour les préparations des Jeux olympiques d'été de 2008 que le réseau va connaître une réelle expansion. Depuis, le réseau se développe à grande vitesse et la longueur du réseau est prévue d'atteindre 1 000 km vers 2025.

## Histoire

### 1953 - 1965: Origines
À la fin de la guerre de Corée en 1953, le gouvernement chinois entreprend des projets de réhabilitation et de construction dans le pays. Sur le modèle du métro de Moscou, le comité du PCC de la municipalité de Pékin propose dans un plan d'urbanisme de Pékin la construction de chemins de fer souterrain. De 1953 à 1960, des milliers d'étudiants chinois vont alors en URSS pour apprendre à construire le métro. En 1957, le tout premier projet de métro pour Pékin comporte une ligne circulaire et sept autres lignes pour un total de 172 km et 114 stations.

### 1965 - 1981: Première phase
Les travaux de la première ligne débutent le 1er juillet 1965 et s'achèvent le 1er octobre 1969 pour la fête nationale chinoise. Ce premier tronçon prend son départ à la gare de Pékin (北京站) et va jusqu'à Pingguoyuan (en) (苹果园, Jardin des Pommiers), à l'ouest (ce tronçon constitue aujourd'hui la section ouest de la ligne 1 et la partie sud de la ligne 2). Il faut attendre 1971 pour sa mise en service d'essai . La ligne ne peut être utilisée que par les travailleurs porteurs d'une autorisation de leur unité de travail. Après près de 10 ans de service d'essai, la ligne s'ouvre, sans condition, au public à partir de 1981. Son exploitation, jusque là tenue par des militaires, est reprise alors par une compagnie publique, Beijing Mass Transit Railway Operation Corporation.

### 1981 - 2000: Deuxième phase, deux lignes en deux décennies
En 1984, le reste de ce qui était devenu une ligne circulaire, la ligne 2, est mis en service. Son exploitation est scindée en deux lignes. En 1992, la ligne 1 est prolongée de Fuxingmen (en) (复兴门, Porte de la Renaissance) à Xidan (en) (西单). Un nouveau tronçon est inauguré en 1999 entre Xidan et Sihui-Est (en) (四惠东) à l'Est.
Le réseau ainsi formé comporte alors deux lignes.

### 2001 - 2008: Jeux Olympiques 2008, le nouvel enjeu
Pékin obtient en été 2001 l'organisation des Jeux Olympiques de 2008. Une nouvelle planification du réseau de métro est prévu afin d'accueillir les nombreux visiteurs pour cette occasion. Cette période marque une nouvelle ère dans le développement du réseau de métro.
Une nouvelle ligne est ouverte en deux temps : en 2002, partie ouest de Xizhimen jusqu'à Huoying et en 2003, partie est jusqu'à Dongzhimen. Elle devient alors la ligne 13 (numérotation suivant le projet initial et non pas l'ordre d'ouverture des lignes) et relie directement Xizhimen (en) (西直门, Porte Dressée de l'Ouest) à Dongzhimen (en) (东直门, Porte Dressée de l'Est).
En 2003, la ligne Batong (八通线), construite comme un prolongement de la ligne 1, est exploitée en ligne distincte et devient la première ligne de métro suburbaine du réseau (les lignes suburbaines relient les villes satellites au centre de Pékin, caractérisées par le fait qu'elles ne traversent pas la ville, ces lignes ne sont pas numérotées mais portent un nom).
En 2007, la ligne 5 est mise en service entre Tiantongyuan (en) et Songjiazhuang (en), il s'agit de la première ligne Nord-sud. Le même jour, le tarif variant entre 3 ¥ et 7 ¥ selon le trajet passe à un tarif unique de 2 ¥, pour l'ensemble du réseau.
En 2008, trois nouvelles lignes sont mises en service pour les Jeux olympiques de Pékin : la ligne 10 (entre Bagou et Jinsong), la ligne olympique (tronçon de la future ligne 8) et la ligne Airport Express, qui dessert notamment le terminal 3 de l'aéroport international de Pékin-Capitale, construit pour l'occasion.

### Depuis 2008: Développement rapide
Depuis 2008, le réseau de métro ne cesse de s'étendre avec des projets toujours plus ambitieux, hérité de cet engouement post-olympique et dirigé par cette nécessité de construire un réseau de transports publics robuste et fiable.

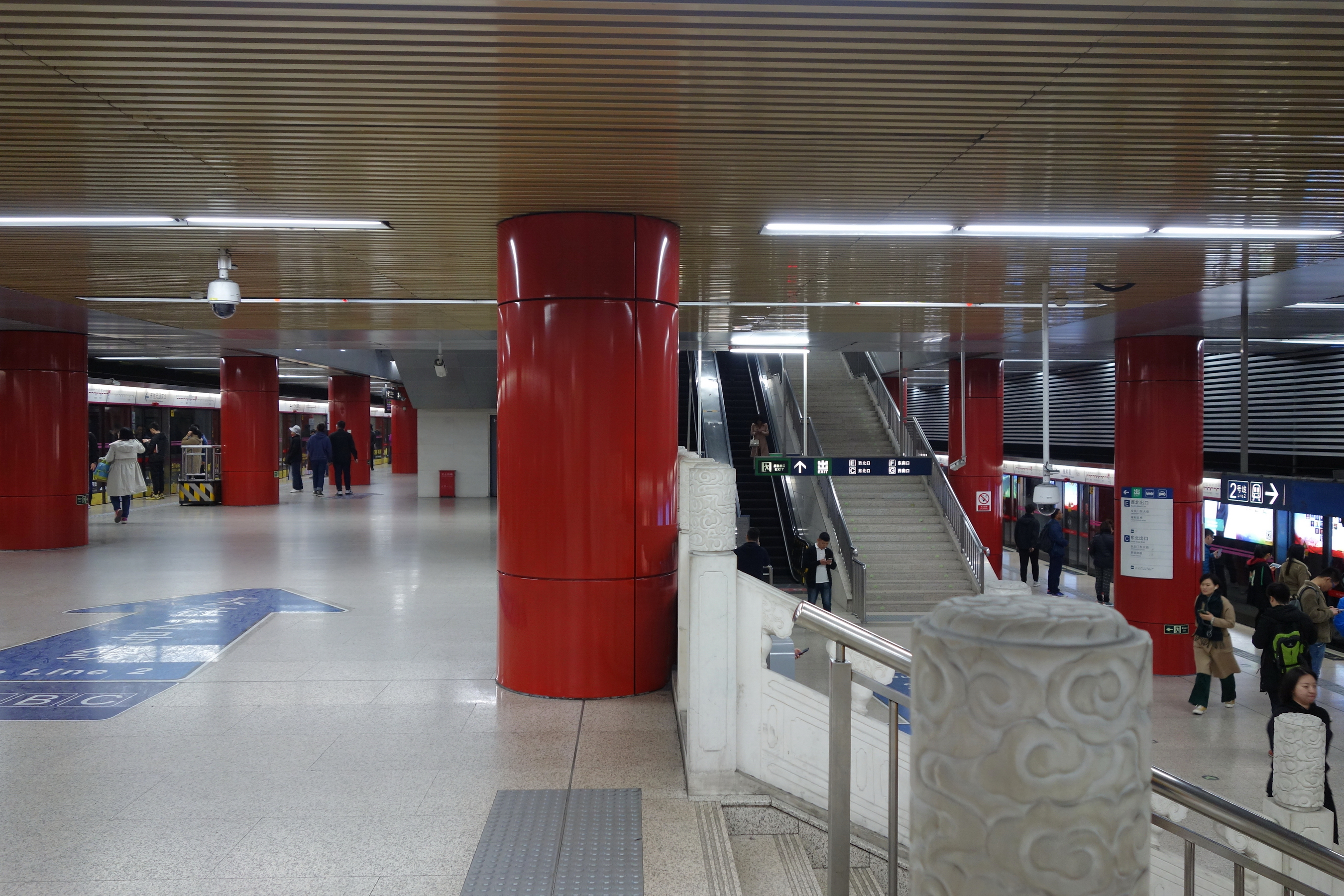
Le quai à deux niveaux à la station Yonghegong Lama Temple sur la ligne 5, dans un style architectural chinois

En 2009, la ligne 4, construite par Beijing MTR est mise en service et devient la seconde ligne nord-sud de la ville après la ligne 5.
En 2010, la ligne 15 est mise en service, desservant le nord de la ville et le quartier de Wangjing ; ainsi que quatre lignes suburbaines : les lignes Changping, Daxing, Fangshan et Yizhuang.
En 2011, la ligne 9 est mise en service, reliant la gare de Fengtai à Guogongzhuang (en) où elle offre une correspondance avec la ligne Fangshan, permettant à celle-ci d'être reliée au reste du réseau. La ligne olympique est prolongée au nord à Huilongguan Dongdajie (en) (回龙观东大街, Avenue Est de Huilongguan) et devient alors la ligne 8. La ligne 15 est prolongée à l'est à Fengbo.

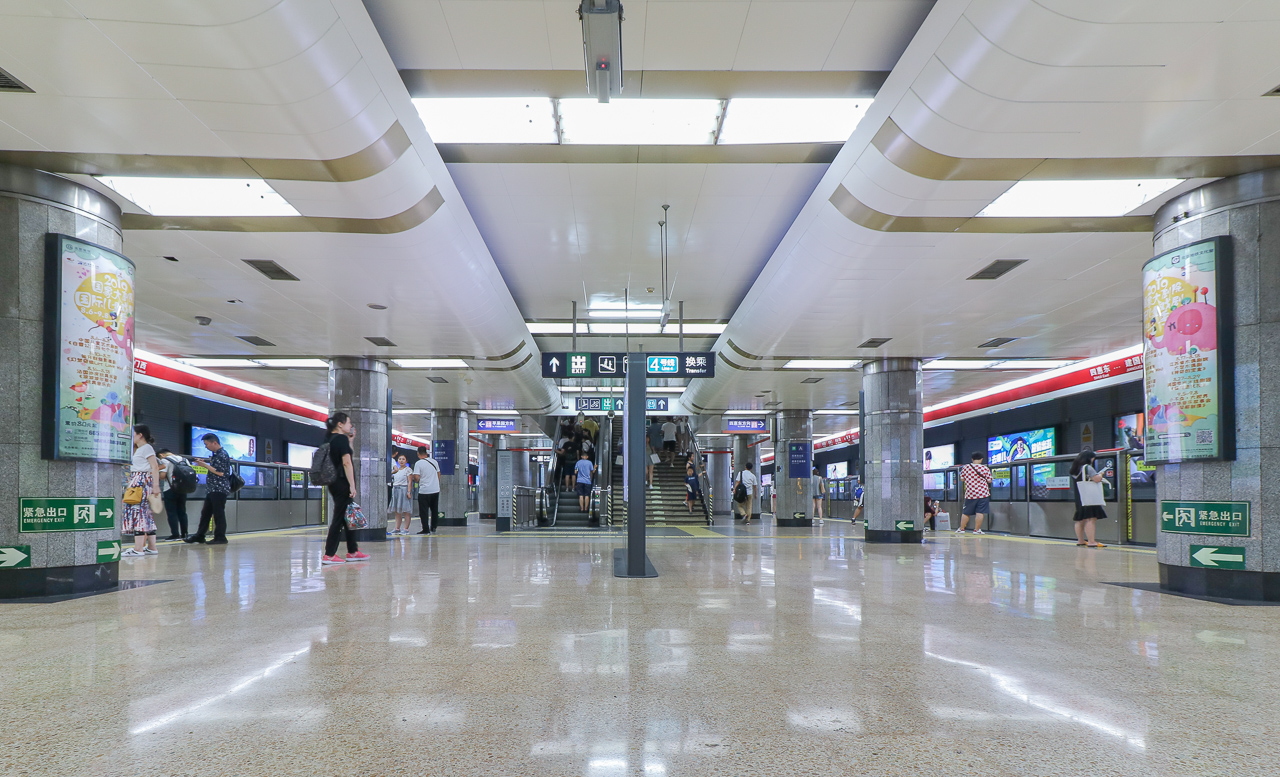
La station Xidan sur la ligne 1

En 2012, la ligne 6 est mise en service et devient la seconde artère est-ouest, soulageant ainsi la ligne 1. La ligne 8 est prolongée vers le sud jusqu'à Gulou Dajie (en) (鼓楼大街, Avenue de la Tour de la Cloche). La ligne 9 est prolongée au nord jusqu'à la Bibliothèque nationale de Chine. La ligne 10 est prolongée des deux côtés pour former la deuxième ligne circulaire après la ligne 2, cependant trois stations restent fermées pour cause de travaux, les trains traversent ces stations sans voyageurs.
En mai 2013, la ligne 10 est mise en service dans sa totalité, elle devient la seconde boucle autour de la ville après la ligne 2 et la plus longue ligne de métro souterrain au monde. La partie ouest de la ligne 14 est mise en service. La ligne 8 est prolongée au nord pour atteindre la ligne Changping à Zhuxinzhuang.
Le 28 décembre 2014, la ligne 7 est mise en service ainsi que plusieurs prolongements des lignes 6, 14 et 15. Le tarif de métro unique de 2 ¥, sans doute le moins cher du monde, laisse place à une tarification selon le kilométrage, à partir de 3 ¥.
Le 26 décembre 2015, le tronçon central de la ligne 14 et le prolongement de la ligne Changping sont mis en service.
Le 31 décembre 2016, la ligne 16 est mise en service pour sa partie nord.
Le 30 décembre 2017, la ligne de maglev S1, la ligne Yanfang, la ligne de tramway Xijiao sont mises en service. Ces lignes correspondent respectivement à la première ligne maglev, la première ligne totalement automatique et la première ligne touristique de tramway du réseau de Pékin.
Le 30 décembre 2018, la ligne 6 est prolongée vers l'ouest et plusieurs tronçons de la ligne 8 sont mis en service.

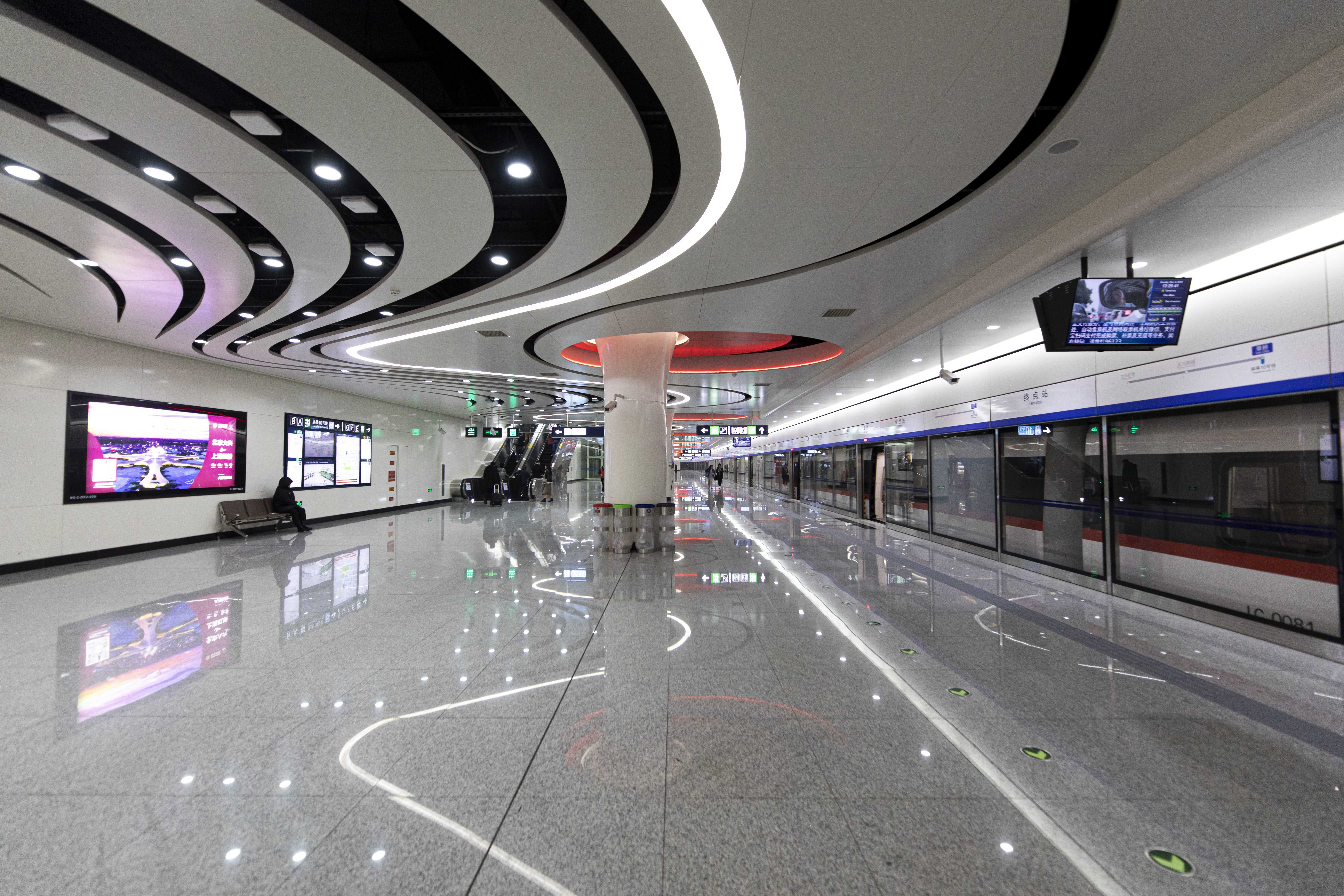
Le quai de départ de Cao Qiao sur la ligne Daxing Airport Express

Le 26 septembre 2019, la ligne Daxing Airport Express est mise en service, desservant le deuxième aéroport international de Pékin-Daxing nouvellement inauguré.
Le 28 décembre 2019, les lignes 7 et Batong sont prolongées dans l'est de Pékin pour desservir le futur parc Universal Studios de Pékin. Le 30 décembre marque l'ouverture de la station Qinghe, sur la ligne 13, en même temps que l'inauguration de la nouvelle gare de Qinghe sur la LGV Pékin - Zhangjiakou.
Le 31 décembre 2020, le prolongement de la ligne 16 au sud de Xiyuan à Ganjia Kou est mis en service. Il permet une correspondance avec les lignes 4 et 9 à la station de la Bibliothèque nationale.
Le 31 décembre 2021, le réseau connaît un important développement avec l'ouverture simultanée des lignes 11, 17 et 19, ainsi que l'extension des lignes 8, 14 et 16.
Le 31 décembre 2022, le prolongement de la ligne 16 au sud-ouest de Ganjia Kou à Yushuzhuang est mis en service. Il permet un correspondance avec les lignes 1, 7, 9, 10 et 14. Elle est de nouveau prolongée en décembre 2023.
Le 15 décembre 2024, les lignes 3 et 12 sont inaugurées et le réseau comporte désormais 29 lignes.

## Réseau
Le métro de Pékin fonctionne de 5 h 10 à 23 h 40, les horaires peuvent être prolongés pour des événements spéciaux. Les rames circulent avec une fréquence de 100 secondes à 4 minutes aux heures de pointe et de 5 à 8 minutes le reste du temps.
En 2025, le réseau est composé de dix-huit lignes urbaines (1, 2, 3, 4, 5, 6, 7, 8, 9, 10, 11, 12, 13, 14, 15, 16, 17 et 19) ; cinq lignes suburbaines (Batong, Daxing, Yizhuang, Fangshan, Yanfang, Changping, Xijiao et S1) ; et deux lignes d'aéroport (Capital et Daxing). La longueur du réseau est de 879 kilomètres de voies pour 523 stations, qui desservent douze districts de la municipalité de Pékin.

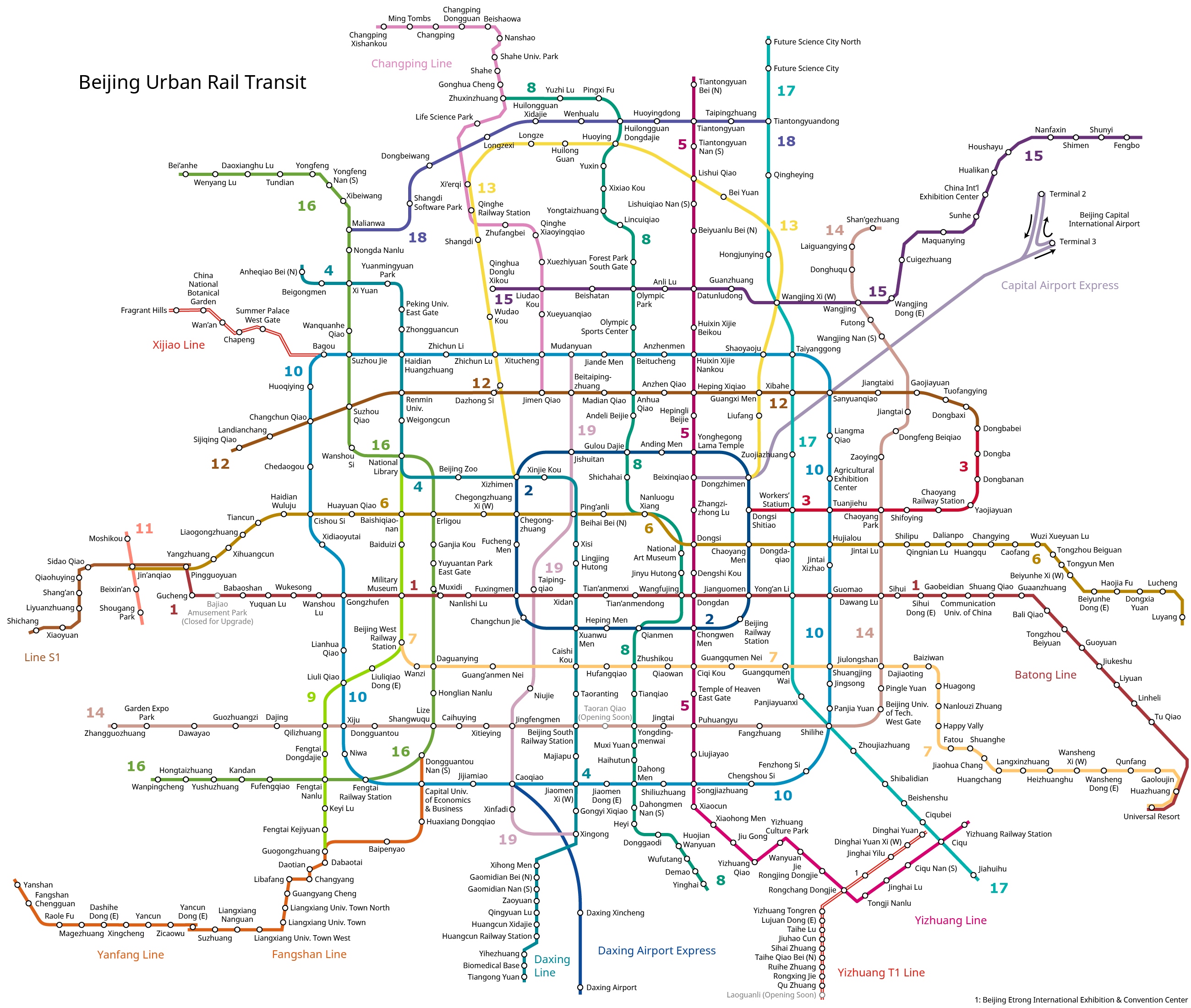
Réseau en 2019

| Ligne | Terminus             | Terminus                                          | Mise en service | Longueur (km) | Nombres de stations |
| ----- | -------------------- | ------------------------------------------------- | --------------- | ------------- | ------------------- |
|       | Gucheng              | Sihui Est                                         | 15/01/1971      | 31,0          | 22                  |
|       | Circulaire intérieur | Circulaire intérieur                              | 15/01/1971      | 23,1          | 18                  |
|       | Dongsi Shitiao       | Dongbabei                                         | 15/12/2024      | 14,7          | 10                  |
|       | Anheqiao Nord        | Gongyi Xiqiao                                     | 28/09/2009      | 28,2          | 24                  |
|       | Tiantongyuan Nord    | Songjiazhuang                                     | 07/10/2007      | 27,6          | 23                  |
|       | Jin'anqiao           | Lucheng                                           | 30/12/2012      | 53,1          | 34                  |
|       | Gare de l'Ouest      | Universal Resort                                  | 28/12/2014      | 40,3          | 29                  |
|       | Zhuxinzhuang         | Yinghai                                           | 19/07/2008      | 49,5          | 34                  |
|       | Guogongzhuang        | Bibliothèque nationale                            | 31/12/2011      | 16,5          | 13                  |
|       | Circulaire extérieur | Circulaire extérieur                              | 19/07/2008      | 57,1          | 45                  |
|       | Jin'anqiao           | Parc de Shougang                                  | 31/12/2021      | 1,54          | 3                   |
|       | Sijiqing Qiao        | Dongbabei                                         | 15/12/2024      | 27,5          | 20                  |
|       | Xizhimen             | Dongzhimen                                        | 28/09/2002      | 40,9          | 16                  |
|       | Zhangguozhuang       | Shangezhuang                                      | 05/05/2013      | 47,3          | 33                  |
|       | Qinghua Donglu Xikou | Fengbo                                            | 30/12/2010      | 41,4          | 18                  |
|       | Bei'anhe             | Yushuzhuang                                       | 28/12/2016      | 45,5          | 26                  |
|       | Shilihe              | Jiahuihu                                          | 31/12/2021      | 15,8          | 7                   |
|       | Mudanyuan            | Xingong                                           | 31/12/2021      | 20,9          | 10                  |
|       | Gaobeidian           | Universal Resort                                  | 27/12/2003      | 23,4          | 13                  |
|       | Jimen Qiao           | Changping Xishankou                               | 30/12/2010      | 44,2          | 20                  |
|       | Xingong              | Tiangongyuan                                      | 30/12/2010      | 21,8          | 11                  |
|       | Yancun Est           | Dongguantou Sud                                   | 30/12/2010      | 31,8          | 16                  |
|       | Yanshan              | Yancun Est                                        | 30/12/2017      | 14,4          | 9                   |
|       | Songjiazhuang        | Gare de Yizhuang                                  | 30/12/2010      | 23,2          | 14                  |
|       | Pingguoyuan          | Shichang                                          | 30/12/2017      | 10,2          | 8                   |
|       | Beixinqiao           | Aéroport international de Pékin-Capitale (T2, T3) | 19/07/2008      | 28,1          | 4                   |
|       | Caoqiao              | Aéroport international de Pékin-Daxing            | 25/09/2019      | 44.9          | 3                   |
|       | Bagou                | Fragrant Hills                                    | 30/12/2017      | 9             | 6                   |
|       | Quzhuang             | Dinghaiyuan                                       | 31/12/2020      | 11.9          | 14                  |

- La ligne 1 traverse le centre-ville où se situent la place Tian'anmen (天安门广场, « Place de la Porte de la paix céleste ») et la Cité interdite (故宫, « Le vieux Palais ») ainsi que les quartiers commerçants de Wangfujing (王府井), Xidan, Dongdan (东单) et Xiushui Shichang (市场 marché de la « rue de la Soie ») et continue à l'Ouest jusqu'aux collines situées à l'Ouest de Pékin. La ligne 1 constitue une liaison importante entre l'Ouest et l'Est de Pékin encore renforcée par la correspondance avec la ligne 2 et la ligne Batong.
- La ligne 2 est une ligne circulaire autour du centre de Pékin qui court essentiellement sous le deuxième périphérique de Pékin réalisé sur l'emplacement de l'ancienne enceinte. La ligne 2 constitue la plus importante ligne de transport dans le centre, car elle relie celui-ci avec la gare centrale de Pékin ainsi qu'aux gares routières de Dongzhimen (东直门) et Xizhimen (西直门) et via les lignes 13 et 1 aux autres quartiers de Pékin.
- La ligne 3 est ouverte le 15 décembre 2024. Elle relie la station Dongsi Shitiao (东四十条) dans le centre-ville à la station Dongbabei (东坝北) dans le quartier de Dongba à l'est. Elle dessert le Stade des travailleurs, le Parc Chaoyang ainsi que la Gare de Pékin Chaoyang.

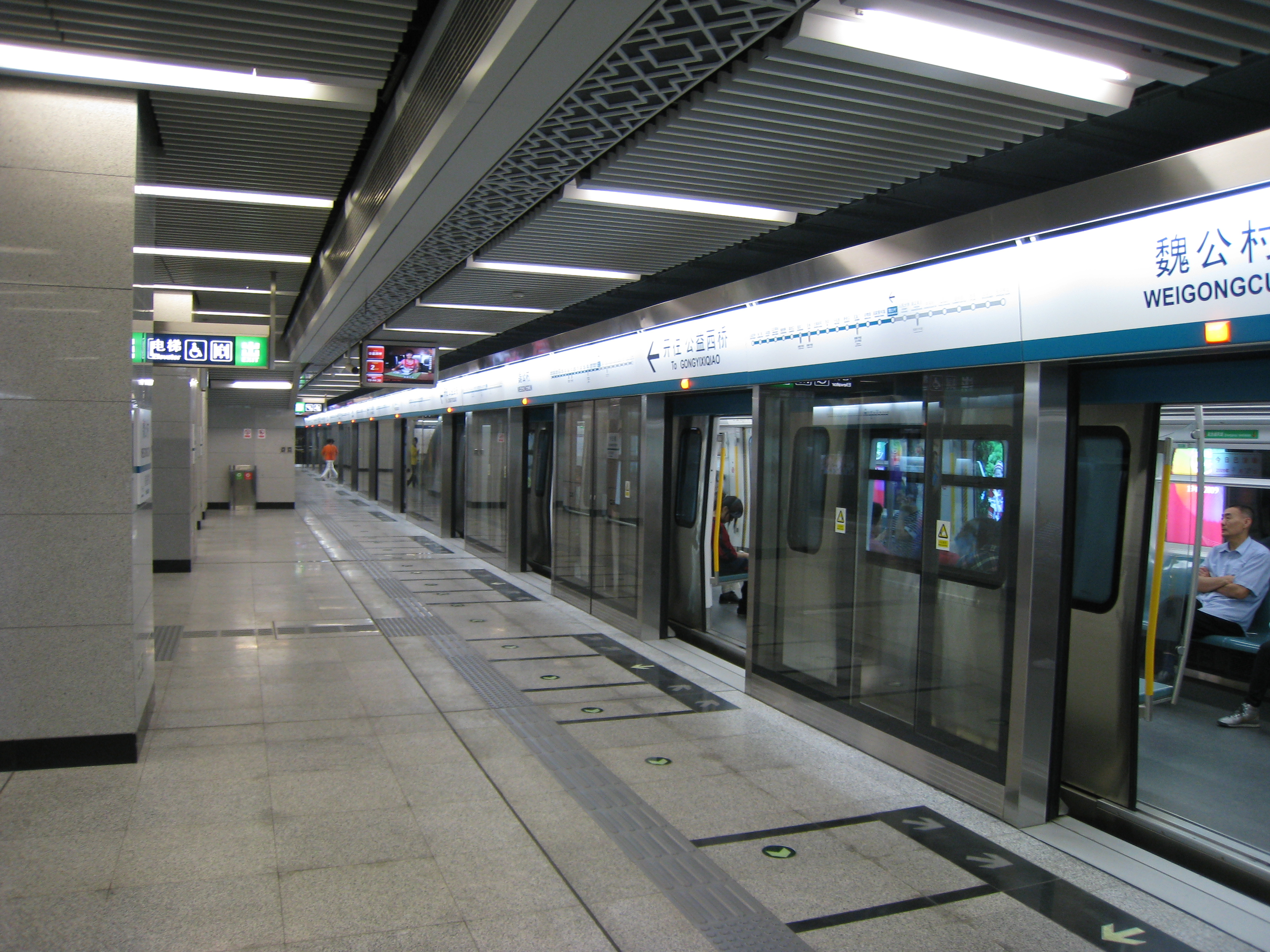
Weigongcun sur la ligne 4.

- La ligne 4 est une ligne nord-sud, exploitée par la compagnie MTR Beijing. Elle relie les palais d'été, l'ancien palais d'été (Yuanmingyuan) à la Bibliothèque nationale de Chine puis vers le district de Daxing, en passant par la Gare du Sud de Pékin.
- La ligne 5 est ouverte le 7 octobre 2007. Elle relie la station de train Taiping Zhuangbei (太平庄北, « Village de la paix, Nord ») via la station Tiantongyuan bei (天通苑北), terminus de la ligne au Nord à la station terminus Songjiazhuang (宋家庄) au Sud, en assurant des correspondances avec les lignes 1, 2, 6, 7, 10 ,13 ,14 ,15 et Ligne Yizhuang. Sa longueur est de 27,6 km (dont 16,9 km en souterrain) et elle comprend 22 stations.
- La ligne 6 est mise en service à la fin de 2012 dans le but de désengorger la ligne 1. Son tracé est en effet parallèle à la ligne 1 par le nord qui était jusqu'alors complètement saturée.
- La ligne 7 est ouverte le 28 décembre 2014. Elle dessert en ligne droite les quartiers sud de la capitale et reste aussi en parallèle de la ligne 1 par le sud. Elle est également la seconde ligne à desservir la Gare de l'Ouest mal connectée au centre-ville.
- La ligne 8 (ex-ligne olympique, 奥运专线), tronçon de la future ligne 8, est ouverte le 19 juillet 2008. Elle se dirige droit vers le nord à partir de la ligne 10, et comporte trois stations dans le village olympique.
- La ligne 9 relie l'ouest de la capitale à sa banlieue sud avec la ligne Fangshan comme prolongement. Elle dessert la gare de l'Ouest longtemps été un point noir car non desservi par transports en commun lourd.
- La ligne 10 est ouverte le 19 juillet 2008 par un premier tronçon entre Bagou et Jingsong. Elle forme la seconde ligne circulaire après la ligne 2 et devient en 2013 la plus longue ligne de métro souterrain avec plus de 57 km de longueur pour 45 stations. Au nord, elle est parallèle aux remparts de la ville et passe au sud du village olympique. À la station Sanyuanqiao, au nord-est de la ville, la ligne se dirige droit vers le sud et suit le 3e périphérique de Pékin à travers Chaoyang, quartier des ambassades et quartier d'affaires central de Pékin.
- La ligne 12 est ouverte le 15 décembre 2024. Il s'agit d'une ligne est-ouest qui relie la station Sijiqing Qiao (四季青桥) dans le centre-ville à la station Dongbabei (东坝北) dans le quartier de Dongba à l'Est. Son tracé passe en grande partie sous la partie nord du Troisième périphérique de Pékin.Longze sur la 13

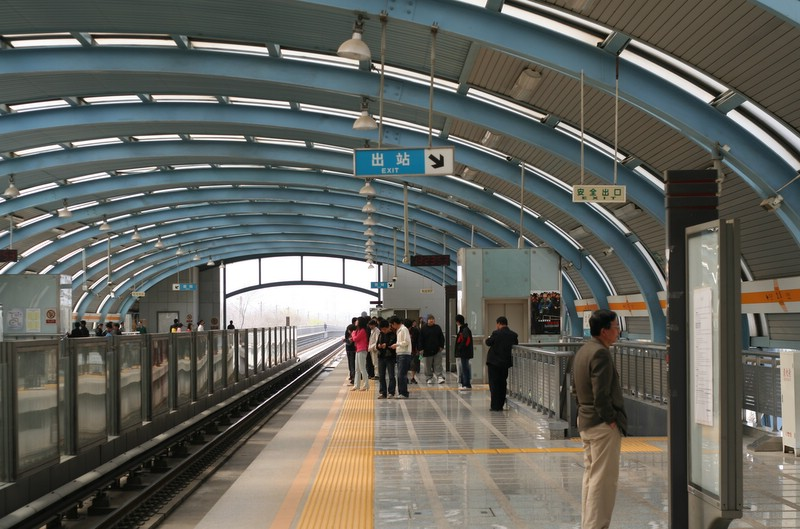
Longze sur la 13

- La ligne 13 circule surtout en surface sous forme d'une grande ligne en forme de fer à cheval au nord de Pékin. Elle est reliée à la ligne 2 aux deux extrémités, Xizhimen et Dongzhimen, et assure la liaison entre les parties Nord de Pékin et le centre-ville.
- La ligne 14 est la deuxième ligne exploitée par MTR Beijing, elle est actuellement scindée en deux tronçons, elle reliera à terme le sud-ouest au nord-est de la banlieue pékinoise, passant par la Gare du Sud de Pékin, l'Université de Technologie de Pékin (BJUT) ou encore le parc de Chaoyang.
- La ligne 15 dessert le nord de Pékin en reliant le quartier des universités au district de Shunyi, non loin de l'aéroport international de Pékin-Capitale.
- La ligne 16 est une ligne Nord-Sud située en totalité dans le district de Haidian, à l'ouest de l'agglomération de Pékin, la ligne relie Yushuzhuang à Bei'anhe.
- La ligne Batong circule en partie en surface au centre de la voie express de Jingtong qui va de Sihui à Tuqiao. Elle relie la partie Est de la ville, surtout le quartier de Chaoyang, dans laquelle se situe quelques universités avec le centre-ville. Elle constitue depuis une extension de la ligne 1, avec qui l'exploitation est fusionnée.
- La ligne Daxing correspondant dans la réalité de l'exploitation au prolongement de la ligne 4, dessert le district de Daxing, dans le sud de Pékin.
- La ligne Yizhuang (zh).
- La ligne Fangshan.
- La ligne Yanfang (zh).
- La ligne S1.
- La ligne Changping.
- La ligne Xijiao (zh).
- La ligne Capital Airport Express relie l'aéroport international de Pékin-Capitale, situé à 27 km au nord-est de la ville, à la ligne 10 (station Sanyuanqiao) ainsi qu'aux lignes 2 et 13 (station Dongzhimen).
- La ligne Daxing Airport Express, dessert le nouvel aéroport de Pékin-Daxing depuis la station Cao Qiao de la ligne 10, en seulement 20 minutes.
- La ligne T1 Yizhuang (zh) de tramway.

## Extensions en cours et planifiées

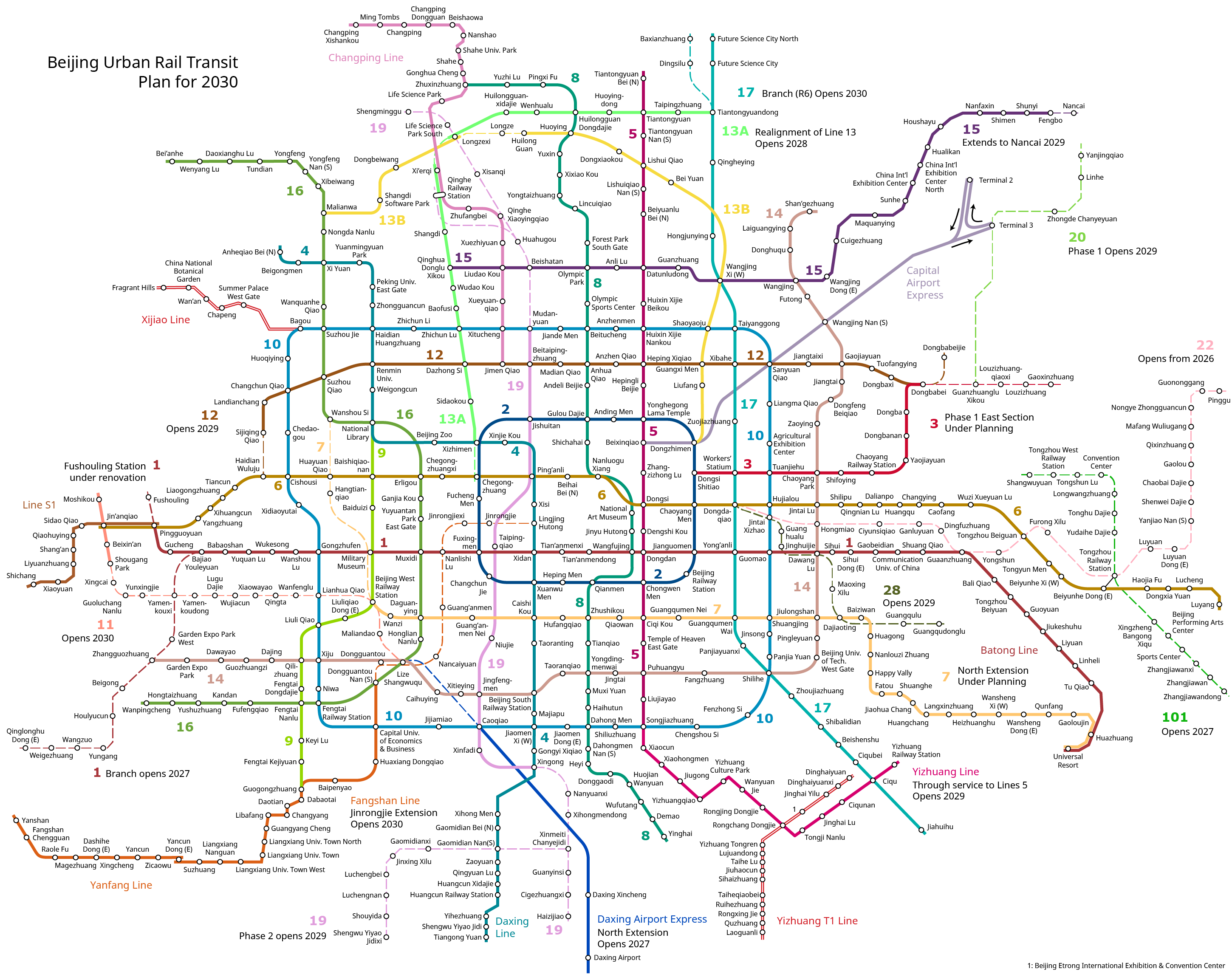
Réseau planifié pour 2021

Après l'extension importante nécessitée par les Jeux Olympiques de 2008 à Pékin, la construction et l'extension de lignes continue à grands pas.

### Construction de nouvelles lignes
Les nouvelles lignes 3, 12, 22 et 28

### Prolongements de lignes existantes
Les prolongements des lignes 6, 15, 16, Changping, Fangshan, Yanfang.

### Sectionnement de la ligne 13 et prolongements des nouvelles lignes 13A et 13B
Le sectionnement de la ligne 13 et prolongements des nouvelles lignes 13A et 13B.

## Tarification

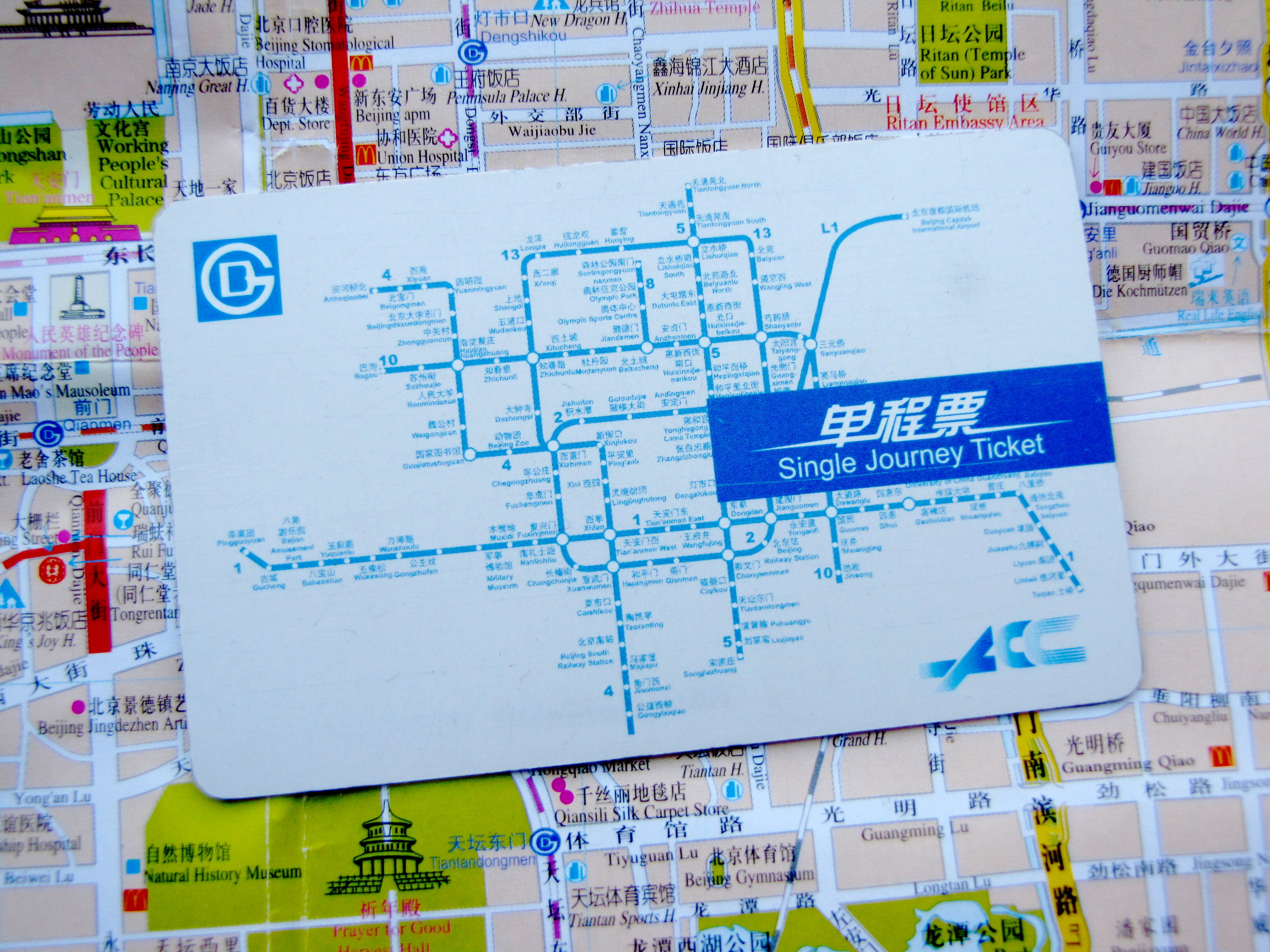
Ticket simple trajet, modèle juin 2008. La ligne 4 figure déjà sur le schéma.

Le tarif, qui était de 3 à 5 yuans selon le trajet depuis 2000 jusqu'au 7 octobre 2007, est passé à un tarif unique de 2 yuans au moment de l'ouverture de la ligne 5. Depuis le 9 juin 2008, les tickets papier et les contrôleurs à l'accès au quai dans les stations ont été remplacés par des portillons automatiques à lecteur de cartes sans contact, cartes de transport à pré-paiement existantes déjà acceptées dans les autobus, et dans le métro par des lecteurs situés près des contrôleurs, et cartes de simple trajet. La carte de simple trajet est reprise par le portillon de sortie. Des machines pour vendre les simples trajets et recharger les cartes à prépaiement ont été installées dans les stations.
Fin décembre 2014, le tarif unique a été remplacé par une tarification suivant la distance parcourue, entre 3 et 9 yuans.
Les paiements mobiles sur les machines sont possibles depuis fin 2019, via Alipay ou WeChat Pay.

## Contrôle de sécurité
La radiographie des bagages à l'entrée des stations, instituée en juin 2008 au titre des mesures de sécurité pour les Jeux olympiques de 2008, a été pérennisée. Certaines stations ont été agrandies pour recevoir les postes de contrôle, et la station de la gare centrale de chemin de fer, qui ne disposait pas de l'espace nécessaire, a été fermée jusqu'à la fin 2008.